# Franz-Schütte-Allee
Die Franz-Schütte-Allee ist eine wichtige Durchgangsstraße in Bremen, Stadtteil Oberneuland. Sie führt auch als Autobahnzubringer überwiegend in West-Ost-Richtung von der Richard-Boljahn-Allee in der Vahr und von der Bundesautobahn 27 (Nr. 20 Bremen-Vahr) bis zur Rockwinkeler Heerstraße in Oberneuland.
Die Querstraßen und Anschlussstraßen wurden benannt u. a. als Richard-Boljahn-Allee nach dem Politiker (SPD), Gewerkschafter als Bremer DGB-Vorsitzenden, Fraktionsvorsitzenden der SPD in der Bremischen Bürgerschaft und Aufsichtsratsvorsitzenden der Gewoba Richard Boljahn (1912–1992), Bundesautobahn 27, Louis-Leitz-Straße 1999 nach dem Unternehmer und Erfinder des Leitz-Ordners (1846–1918), unbenannter Weg, Rockwinkler Landstraße und Rockwinkeler Heerstraße nach dem Dorf Rockwinkel; ansonsten siehe beim Link zu den Straßen.

## Geschichte

### Name
Die Allee wurde benannt nach dem Kaufmann, Ölimporteur und bedeutenden Mäzen Franz Schütte (1836–1911).
Schütte gründete mit der Standard Oil Company die Deutsch-Amerikanische Petroleum Gesellschaft (DAPG) in Bremen, die spätere Esso AG. Er kaufte eine Werft in Vegesack, ab 1893 das  Schiffbau- und Maschinenunternehmen Bremer Vulkan. Als Mäzen förderte er u. a. den Bau der Domtürme, die Innenausmalung des Doms, den Bau des Neuen Rathauses, das Ausflugslokal Weserlust, die Wettschwimmbahn des BSV, Grundstücke für den Botanischen Garten, das Bismarck-Reiterstandbild und den Rosselenker in den Bremer Wallanlagen.
Bis 1993 gehörte auch die Richard-Boljahn-Allee zu dieser Straße.

### Entwicklung
1113 war der Siedlungsbeginn von Oberneuland, als Holländer mit der Kultivierung des Hollerlandes begannen. Die Dörfer Oberneuland und Rockwinkel gehörten zum Goh Hollerland, wurde 1888 als bremische Landgemeinde mit um 2000 Einwohner vereinigt und 1921 und 1923 in die Stadt Bremen eingemeindet.
Zwischen der Bebauung von Oberneuland und der Großwohnsiedlung Neue-Vahr ist eine fast zwei Kilometer breite Grünzone. Die großen Flurstücke waren wie die Straße alle in West-Ost-Richtung ausgerichtet.

### Verkehr
Die Straße war im Goh Hollerland eine alte Wegeverbindung durch das Vahrer Feld nach Oberneuland.
Im Nahverkehr in Bremen tangieren die Buslinien 33 und 34 (Horner Kirche – Sebaldsbrück) die Straße an der Rockwinkeler Landstraße.

## Gebäude und Anlagen
Die grüne Allee ist mit wenigen zweigeschossigen Wohnhäusern bebaut.
Erwähnenswerte Gebäude und Anlagen
- An der Südseite
  - Bremischer Schwimmverein von 1889 (BSV) mit Achterdiekbad als Freibad von 1915, mit Stiftungsgeldern von Franz Schüttes Erben gebaut
  - Anlage vom Tennisverband Nordwest
  - Anlage vom Bremer Golf-Club als 18-Loch-Platz in der drittgrößten Parkanlage Bremens
- Hermann-Hollerith-Straße Nr. 10: Zwei 3-geschossige Gewerbebauten
- Brücke über das Rockwinkler Achterkampsfleet
- Brücke über das Rockwinkler Fleet
- An der Nordseite
  - Nr. 250: 2-gesch. Büro- und Wohnhaus
  - Nr. 254 und 256: Zwei 2-gesch. Villen
  - Rockwinkeler Landstraße 13–15: 2-gesch. Bürohaus
- Rockwinkeler Landstraße Nr. 5: Über 200 Jahre alter Park Lür-Kropp-Hof mit dem eingeschossigen Bauernhaus als reetgedecktes niederdeutsches Zweiständer-Fachwerkhaus, dem Meta-Rödiger-Hochtiedshuus von 2000 und der Lür-Kropp-Stiftung von 2006.
- Neuer (um 2017) Tunnel unter der Bahnstrecke Bremen-Hamburg